# Margherita Guarducci
Margherita Guarducci (Firenze, 20 dicembre 1902 – Roma, 2 settembre 1999) è stata un'archeologa ed epigrafista italiana.

## Carriera accademica
Nacque dai benestanti Federico Guardacci e Bianca Tiezzi.
Allieva dell'archeologo Federico Halbherr, fu una delle prime archeologhe della Missione Archeologica Italiana a Creta (dal 1910 divenuta Scuola Archeologica Italiana di Atene) ed in questa veste pubblicò l'opera del proprio maestro, le Inscriptiones Creticæ, comprendente le iscrizioni in lingua greca e latina dell'isola di Creta, tra le quali vi era la Grande Legge di Gortyna, il codice giuridico più grande che l'antichità ci abbia trasmesso. Con questa pubblicazione Margherita Guarducci si guadagnò fama internazionale.
Ottenuta nel 1931 la docenza di Epigrafia ed Antichità Greche presso l'Università di Roma "La Sapienza", la mantenne fino al 1973, continuando però ad insegnare fino al 1978 alla Scuola Nazionale di Archeologia di Roma, ente di cui fu anche direttrice. Al periodo del suo insegnamento risalgono le sue opere sulla didattica dell'epigrafia greca: i quattro volumi della Epigrafia Greca ed il volume di compendio L'epigrafia greca dalle origini al tardo Impero. Il suo nome è legato, nell'ambito di una ricerca quasi trentennale, all'individuazione, sotto la basilica di San Pietro in Vaticano, di quanto presumibilmente sopravvive della duplice tomba - quella terragna e quella d'età costantiniana - e delle reliquie dell'apostolo San Pietro. Al termine della carriera accademica venne nominata Professore Emerito dell'Università "La Sapienza".
Dal 1956 socio corrispondente dell'Accademia Nazionale dei Lincei, divenne socio nazionale nel 1969 e membro della Pontificia Accademia Romana di Archeologia. Ottenne due lauree honoris causa dall'Università Cattolica di Milano e dall'Università di Rennes. Le sue opere sono oggi pubblicate dall'Istituto Poligrafico e Zecca dello Stato.

## Gli anni a Creta e leInscriptiones Creticæ
Laureata a Bologna nel 1924, frequentò la Scuola Nazionale di Archeologia a Roma e, dal 1927 in poi, ad Atene. La sua fu una delle prime presenze femminili dell'archeologia italiana in Grecia. Era allora direttore della Scuola Alessandro Della Seta, mentre responsabile degli scavi nell'isola di Creta, presente in territorio greco già dal 1880, era Federico Halbherr, allievo a Firenze dell'archeologo Domenico Comparetti. La Guarducci collaborò con Halbherr, di cui sarebbe divenuta l'allieva prediletta, agli scavi della città cretese di Gortyna, che avrebbe continuato anche dopo la morte di Halbherr, nel 1930. Subentrato alla direzione della Missione Cretese Luigi Pernier, la Guarducci, i cui interessi si rivolgevano spiccatamente alla disciplina epigrafica, si assunse il compito di portare a compimento l'opera del suo maestro, cioè di raccogliere in unico corpus le iscrizioni greche e latine di Creta posteriori al VII secolo a.C. Cominciò un lungo lavoro di ricognizione lungo tutta l'isola, verificando l'esattezza dei rilevamenti di Halbherr, apportando le eventuali correzioni e compiendo lei stessa nuovi rilevamenti. Continuò a tempo pieno questo lavoro fino al 1931 e poi, ottenuta la cattedra di Epigrafia e Antichità Greche all'Università di Roma "La Sapienza", durante l'estate, fino al 1950, anno in cui pubblicò il risultato di vent'anni di ricerche, le Inscriptiones Creticæ, edite tra il 1935 ed il 1950, oggi giudicate non solo come una semplice raccolta di iscrizioni, ma più compiutamente come una vera e propria silloge dell'archeologia, della topografia e delle antichità delle città cretesi.
L'opera, suddivisa in quattro volumi secondo un criterio geografico (Creta Centrale, Creta Occidentale, Creta Orientale, Gortina), porta il titolo completo di Inscriptiones Creticæ, opera et consilio Friderici Halbherr collectæ, curavit Margarita Guarducci, ed è redatta in latino, come imposto dalla tradizione dei corpora epigrafici compilati dall'Accademia di Berlino nel XIX secolo. I singoli volumi portano i titoli seguenti (si riporta anche l'anno di pubblicazione):
1. Tituli Cretæ mediæ præter Gortynios (1935)
2. Tituli Cretæ occidentalis (1939)
3. Tituli Cretæ orientalis (1942)
4. Tituli Gortynii (1950)

Ogni volume è corredato da un ampio apparato bibliografico diviso in sezioni (Archæologica, Epigraphica) e da una introduzione che illustra gli aspetti archeologici, topografici ed antiquarii della zona dell'isola trattata. Delle iscrizioni presentate sono fornite fotografie, apografi, trascrizione ed un ampio commento.

### LaGrande Leggedi Gortyna
Nel quarto volume, incentrato sulla città di Gortyna, la studiosa affronta lo studio della cosiddetta Grande Legge (o Grande Iscrizione) di Gortyna (Inscr. Cret., vol. IV, n.72), scoperta da Federico Halbherr nel 1884.
L'iscrizione, facente parte di un edificio usato come Odeon, è incisa su di un muro concavo lungo circa 8 m ed alto 175 cm. L'iscrizione è suddivisa in dodici colonne in scrittura bustrofedica (dal greco boustrophedon, è un tipo di scrittura che alterna una linea in scrittura progressiva, da sinistra verso destra, ad una linea in scrittura retrograda, da destra verso sinistra, per tutta la lunghezza del testo). È probabile che, sul lato sinistro del muro, esistessero altre otto colonne, oggi perdute. Non si tratta di un vero e proprio "codice di leggi", ma piuttosto, con termine latino, di una satura legum, ovvero di una raccolta di leggi sparse, aggiornamenti di leggi antiche precedenti e leggi nuove incentrate su di uno specifico argomento. Nel caso della Grande Legge di Gortyna, le leggi iscritte appartengono per la maggior parte al diritto di famiglia, salvo alcuni enunciati di materia economica.

## L’Epigrafia Greca
Risultato del lungo periodo di insegnamento fu un'opera che, ancora oggi, costituisce un caposaldo della didattica dell'epigrafia greca: la Epigrafia Greca, in quattro volumi, pubblicata tra il 1967 ed il 1978. Pensata come opera di ampio respiro, essa, per espressa volontà dell'autrice, non si rivolge solamente ad un pubblico di studiosi di scienze dell'antichità, ma in generale anche agli studenti, agli appassionati ed a coloro che muovano i primi passi all'interno di questa materia che, secondo Margherita Guarducci, "è una delle più agili, fresche e divertenti discipline degli studi classici".
La suddivisione in volumi dell'opera segue un criterio contenutistico, nel modo seguente:
1. Caratteri e storia della disciplina. La scrittura greca dalle origini all'età imperiale (1967)
2. Epigrafi di carattere pubblico (1969)
3. Epigrafi di carattere privato (1974)
4. Epigrafi sacre, pagane e cristiane (1978)

L'opera, redatta con uno stile chiaro e lineare, accanto alle spiegazioni teoriche espone anche casi concreti, fornendo al lettore una vera e propria "piccola antologia" di iscrizioni greche, tutte correlate da fotografia, e in alcuni casi dall'apografo, traduzione e commento individuale e, molto spesso, da indicazioni bibliografiche per ogni singola iscrizione. In fondo ad ogni volume si trova un'ampia bibliografia inerente all'argomento trattato.
A causa di una tiratura limitata, i volumi della Epigrafia Greca andarono presto esauriti, cosicché la Guarducci sentì la necessità di metter mano ad un quinto volume, che fungesse da "compendio" ai quattro precedenti. Vide così la luce L'epigrafia greca dalle origini al tardo impero, pubblicata nel 1987.

## Opere
- La cattedra di San Pietro nella scienza e nella fede, Ist. Poligrafico dello Stato, 1982.
- La più antica icona di Maria. Un prodigioso vincolo fra Oriente e Occidente, Ist. Poligrafico dello Stato, 1989.
- La Tomba di san Pietro. Una straordinaria vicenda, Rusconi Ed., 1989.
- San Pietro e Sant'Ippolito: storia di statue famose in Vaticano, Ist. Poligrafico dello Stato, 1991.
- Misteri dell'alfabeto. Enigmistica degli antichi cristiani, Rusconi Libri, 1993.
- Le chiavi sulla pietra. Studi, ricordi e documenti inediti intorno alla tomba di Pietro, Piemme, 1995.
- Verità. Meditazioni, esperienze, documenti in tempi antichi e recenti, Ist. Poligrafico dello Stato, 1995.
- Le reliquie di Pietro in Vaticano, Ist. Poligrafico dello Stato, 1995.
- Epigrafia greca, Ist. Poligrafico dello Stato, 1995.
- La tomba di san Pietro. Una straordinaria vicenda, Bompiani, 2000.
- L'epigrafia greca dalle origini al tardo impero, Ist. Poligrafico dello Stato, 2005.
- Fibula Prenestina. Tra antiquari, eruditi e falsari nella Roma dell'Ottocento, Bardi Editore, 2007.